# Miklošičev park, Ljubljana
Miklošičev park je eden izmed pomembnih parkov v Ljubljani. Poimenovan je po slovenskem filologu in jezikoslovcu Francu Miklošiču. Urejen je bil v letih 1902 do 1906. Prvotno je bil na tem mestu Slovenski trg urejen kot park. Urediti ga je dala ljubljanska mestna občina po potresu, projekt pa je finančno podprla tudi oblast na Dunaju. Park in trg predstavljata edini enovit secesijski prostor v Ljubljani, z vogalnimi stolpiči na vseh štirih vogalih stavb. Je kvadratnega tlorisa in leži med Miklošičevo, Cigaletovo, Tavčarjevo in Dalmatinovo ulico.

## Zgodovina
Načrt za trg je leta 1900 izdelal arhitekt Maks Fabiani. Želja je bila urediti reprezentativni prostor pred Sodno palačo. Zasaditev parka je zasnoval češki vrtnar Vaclav Hejnic (1864–1929), ki ga je Deželna vlada Kranjske najela, da prenovi park v čast prihodu avstrijskega cesarja. Ob Miklošičevi in Cigaletovi so bile zasajene lipe, ki so parku dajale okvir in simetričnost. Dodatno je simetrija poudarjena z notranjim nizom okroglih javorov. Sredina parka je bila zasajena z nizkimi pušpani, oblikovanimi v geometrijske vzorce. Ta del je bil zasajen tudi z vrtnicami; delno so bile razpete v girlandah med nosilci.  Ob poteh so bile postavljene klopi. Nasproti Sodne palače je bil leta 1908 postavljen spomenik cesarja Franca Jožefa v zahvalo za njegov obisk po potresu leta 1895. Spomenik s kamnitim podstavkom je izdelal kipar Svitoslav Peruzzi.
Park se v taki obliki ni ohranil. Zaradi povečanega števila pešcev so bile kasneje diagonalno speljane nove poti, kar je porušilo središčno obliko. Portretno poprsje Francu Miklošiču (1813 - 1891), delo kiparja Tineta Kosa, so postavili na stari podstavek, na katerem je pred tem stal spomenik Francu Jožefu, ki je bil po razpadu Avstro-ogrske, po prvi svetovni vojni, odstranjen.
Med letoma 1919 do 1991 je bil park večkrat preimenovan: 1919-1941 Kralja Petra trg, 1941-1945 Rimski trg, 1946-1952 Dapčevićev trg, 1952-1958 Marxov trg, 1958-1991 Marxov park in danes Miklošičev park.
Danes park na obeh straneh spomenika krasita mogočni drevesi krilatega oreškarja, in dva tulipanovca ob križišču poti.

## Galerija
- Mogočno drevo v parku
- Drevesa v parku
- Spomenik Franu Miklošiču